# Geode
Geode（ジオード）は、AMDのx86アーキテクチャのマイクロプロセッサ。
主に組み込みシステム市場向けをターゲットとしている。名称の「geode」は、英語で鉱物（主にメノウ）に空いた隙間や空洞、およびそれを含む晶洞石を意味する。
ナショナル セミコンダクターが1999年にリリースしたのが始まりで、1997年にナショナル セミコンダクターが買収したサイリックスのMediaGXを受け継いで開発されたものである。2003年8月にナショナル セミコンダクターの組み込み型のマイクロプロセッサの事業をAMDが買収した。その際に従来のMediaGX由来の製品の他、AMDのAthlon(K7アーキテクチャ)ベースの製品もGeodeブランドで販売されている。

## アーキテクチャ
元々は、第6世代に移行したCyrixが、主流から外れることとなった第5世代製品のCx5x86を再利用し、1995年に研究発表を行ない1997年に発売されたMediaGX(1995年の発表での名称は5GX86)に端を発する。
工場を持たない、いわゆるファブレスメーカーであるCyrixは、当時ナショナル セミコンダクターに製造の委託を行っていた。Cyrixは5GX86をMediaGXに改称した後、業績不振などを理由にCyrix自身をナショナル セミコンダクターに身売した。
今まで薄利多売の製品を主流としていたナショナル セミコンダクターは、高収益が得られる可能性のある一方で激しい市場競争に晒されるデスクトップPC向けプロセッサを避け、その製品であるMIIなど、Pentium IIと競合関係にあるCPU開発部門をVIAに売却した。残ったセットトップボックス向けの製品としてMediaGXの販売を行い、後の製品でGeodeと改称した。
MediaGXの流れを組むGeodeは、IA-32命令セットを採用しながらプロセスルールの更新に後押しされ、消費電力と製造原価が低く抑えられた、主に組み込み向けとなるプロセッサである。
なお、その性能は現在のPCやサーバ向けプロセッサと比較すると低い。Geode NXを除くGeodeの原型であるMediaGXの、更にベースとなるのはIntel社のPentium互換・競合プロセッサであるCx6x86やCx5x86であり、MediaGXの性能は同等クロックのPentiumプロセッサと、一長一短あるが同程度であるため。現状のGeodeの性能もGeodeNXを除き、単純な比較はできないがMediaGX/GXmの発展形に準ずるものである。
なおCyrix 5x86/6x86のアーキテクチャは、第5世代のx86プロセッサであるPentiumと共通点が多く、また一部には第6世代であるPentium Proの要素も先取りしたものとなっている。
その後、ナショナル セミコンダクターは、AMDがラインナップ拡充のために低消費電力のx86プロセッサを必要としていたことから、GeodeをAMDに売却した。
初期のプロセッサではMMXや3DNow!などのSIMDに対応しなかったが、MediaGXmからは、MMXに対応し、Geode GX以降では、3DNow!とMMXに対応している、Geode NXでは3DNow! Professional搭載によりSSEにも対応している。一般的なIA-32のCPUでは別々のチップセット（例えばノースブリッジ）で提供される機能を1チップに統合(SoC)している製品が存在することも大きな特徴である。
シンクライアント、インターネットテレビや組み込みシステムに最も適切な組み合わせであるとされる。さらにThe Children's MachineにGeodeのシリーズの一つであるGeode GXが使われている(BTest-3以降は改良型のGeode LXに移行)。
その後、PC向けプロセッサが第7世代のK7マイクロアーキテクチャから第8世代のK8マイクロアーキテクチャに移行した後、製造がこなれて低消費電力化されたK7マイクロアーキテクチャ製品のGeode NXも発売された。
Geode NXは、その実態はThoroughbred(サラブレッド)コアのモバイルAthlonXP-Mと同一である。
その後、組み込み向けのAMD Fusion APU（Gシリーズ）が発表され、G-T16R APUでGeode NXを置き換える事になっている。

## Geodeのシリーズ

### Geode GX

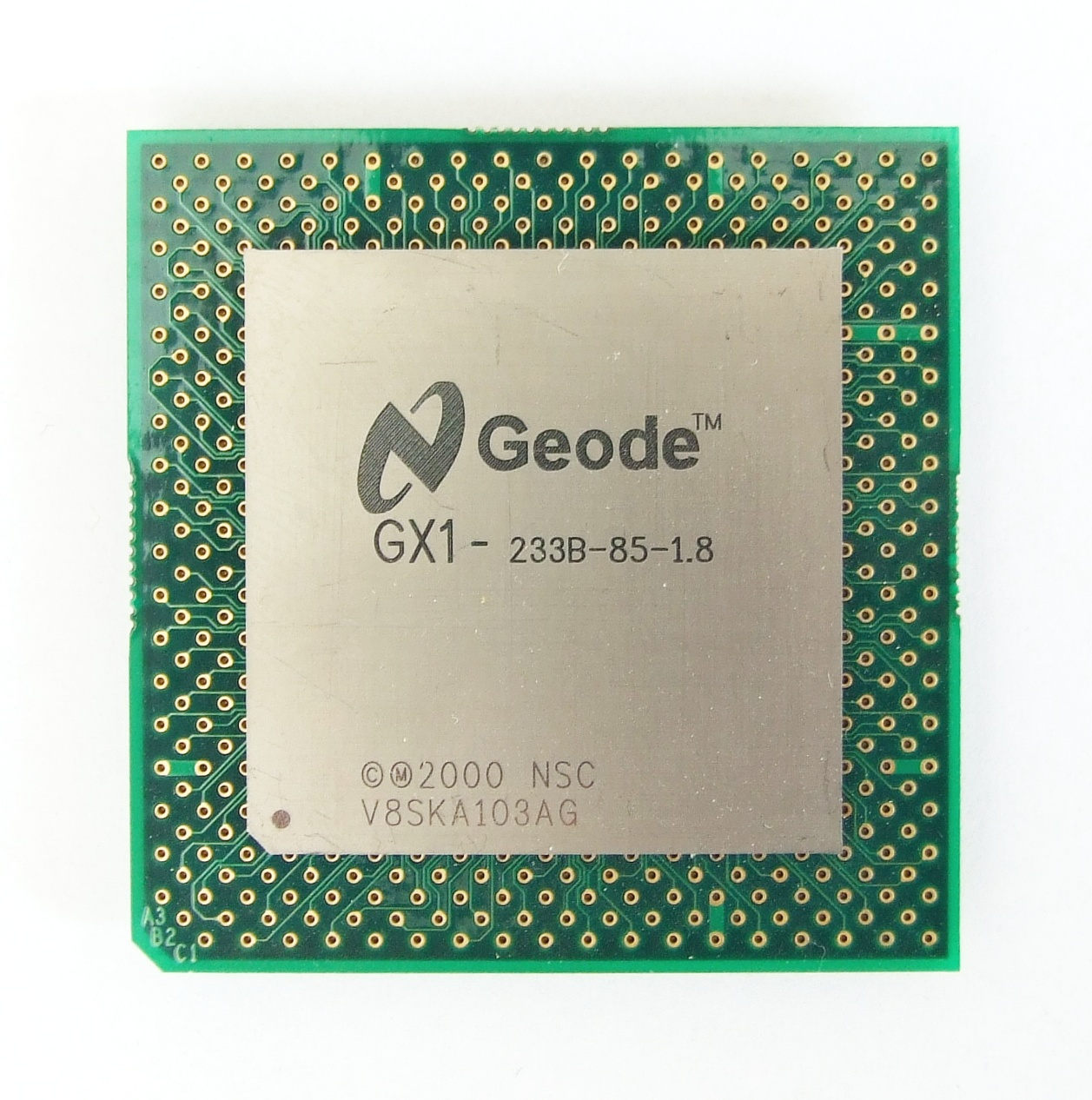
Geode GX (233MHzモデル)

サイリックスで開発されていたx86互換CPU、MediaGXを基本設計とした上で開発した製品。超低消費電力が特徴。
製造技術はナショナル セミコンダクターに一度買収されたが、2006年現在ではアドバンスト・マイクロ・デバイセズ (AMD) がこのCPU部門を買収して開発・販売を行っている。
Geodeシリーズは主に組込み製品に用いられることが多かったが、One Laptop Per Child (OLPC) プロジェクトの100ドルノートPCに搭載されるCPUとして採用されたことで注目が集まっている(BTest-3以降はGeode LXに移行)。
また、かつてカシオ計算機製のノートPC CASSIOPEIA FIVAシリーズ (MPC-103)でも使用されていた。
特長
- 32ビット超低消費電力x86アーキテクチャ、MMX拡張命令と3DNow!拡張命令をサポート
- 32KBのレベル1キャッシュを搭載
- GeodeLinkアーキテクチャを採用
- ディスプレイコントローラーを内蔵（GPUを統合）

| 型番 | CPU                   | CPU            | CPU               | TDP (W) | 対応メモリ |
| 型番 | コア数 （スレッド数） | クロック (GHz) | L2キャッシュ (MB) | TDP (W) | 対応メモリ |
| ---- | --------------------- | -------------- | ----------------- | ------- | ---------- |
| 533  | 1 (1)                 | 0.4            | N/A               | 3.5     | DDR-266    |
| 500  | 1 (1)                 | 0.36           | N/A               | 3.5     | DDR-266    |
| 466  | 1 (1)                 | 0.33           | N/A               | 3.3     | DDR-266    |

### Geode LX

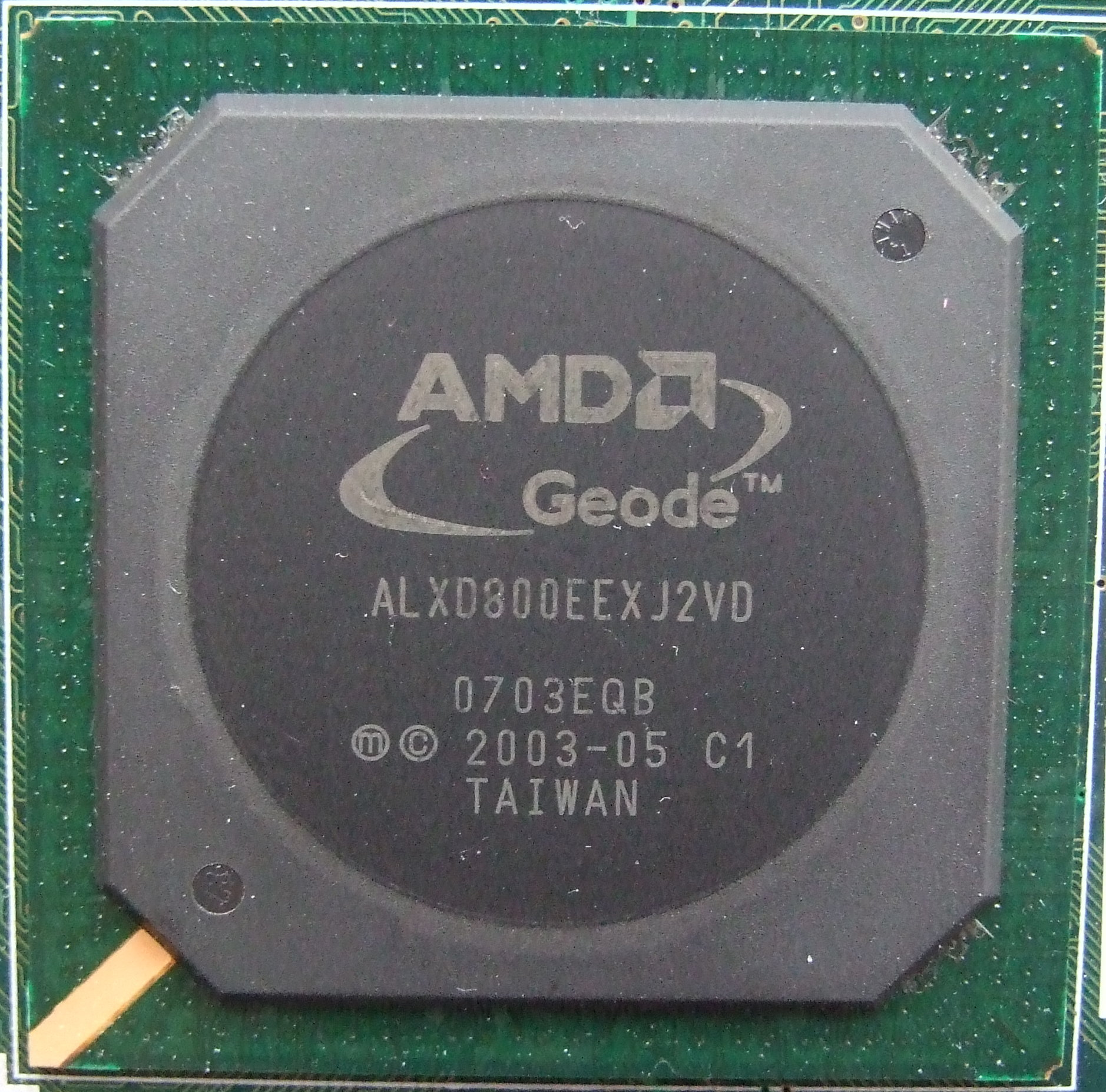
Geode LX 800

x86アーキテクチャ互換CPU。Geodeシリーズのミドルレンジグレード（中間的なCPU性能）製品である。AMD製品としては、Cyrix社のMediaGXの流れを汲む"Geode GX"が存在するが、あらゆる情報処理用途の電気製品にx86アーキテクチャを使用できるようにするため、さらに処理能力の高い、極超低消費電力システムの組めるCPUとして開発された。
0.13μmのプロセスルールで製造され、動作電圧は1.2V、LX 800でチップ全体のTDP（熱設計消費電力）は平均値で1.6W、最大で2.4W。システムによっては放熱ファン無しで用いることができる。チップとしてはCPU部分とノースブリッジ、グラフィックが統合されており、CPU部分のみの消費電力はLX 800で平均値で0.9Wとされている。
DDR-SDRAM対応のメモリコントローラ、2Dグラフィック、PCIブリッジなどの機能を1チップ内に統合されているが、別途サウスブリッジにあたる「CS5536コンパニオンチップ」が用意されている。
OSは、MS-DOS，Windows，Linuxなどが動作する。Windows XP上ではウェブブラウズ、オフィスアプリケーションなどの通常用途では快適に利用できる。しかし、超低消費電力を重視したCPU性能が理由で3Dゲーム、動画閲覧などCPUパワーが必要な用途にて使うと処理落ちなどが発生する為、その利用には支障が出やすい。また、Windows Vistaでは内蔵GPUの能力不足のため利用不可といわれる。
なお、競合製品として、VIA C3 （組み込み用途向け）、Intel Atomシリーズ （コンシューマ向け） がある。
ラインナップ
CPU
| 型番 | CPU                   | CPU            | CPU               | TDP (W) | 対応メモリ |
| 型番 | コア数 （スレッド数） | クロック (GHz) | L2キャッシュ (MB) | TDP (W) | 対応メモリ |
| ---- | --------------------- | -------------- | ----------------- | ------- | ---------- |
| 900  | 1 (1)                 | 0.6            | 0.125             | 5.1     | DDR-400    |
| 800  | 1 (1)                 | 0.5            | 0.125             | 3.6     | DDR-400    |
| 700  | 1 (1)                 | 0.43           | 0.125             | 3.1     | DDR-333    |
| 600  | 1 (1)                 | 0.36           | 0.125             | 2.8     | DDR-333    |

コンパニオンデバイス
- CS5536

主な用途
上記のとおり、シンクライアント、機器組み込みがメインとなっており、コンシューマ向け製品への適用例は少ない。
- KOHJINSHA SAシリーズ
- OLPC XO-1

### Geode NX
2004年5月24日に発表された。ノートパソコン向けCPU、モバイルAthlon XP-M (Thoroughbred) をベースに、消費電力・発熱量を抑えたものである。
266MHz FSB、128KB 1次 / 256KB 2次キャッシュメモリを備え、SIMD拡張命令セット3DNow! Professionalや、省電力技術PowerNow!をサポート。
対応ソケットはAthlon・Duronシリーズなどと同じSocket A。
なお、マザーボードによってはAthlon XP-Mと同様に、デュアルプロセッサ構成も可能である。
Geode NXファミリの各製品にはモデルナンバーが与えられている。Geode NXは内部的にはモバイルAthlon XP-Mの(超)低電圧版に他ならないが、モバイルAthlon XP-Mのモデルナンバーとの共通性は無い。事実上対抗製品となるVIA C3プロセッサを強く意識したものである。
- 製造プロセス: 130nm
- 対応ソケット: Socket A

| 型番 | CPU                   | CPU            | CPU               | TDP (W) | FSB (MHz) |
| 型番 | コア数 （スレッド数） | クロック (GHz) | L2キャッシュ (MB) | TDP (W) | FSB (MHz) |
| ---- | --------------------- | -------------- | ----------------- | ------- | --------- |
| 2000 | 1 (1)                 | 1.8            | 0.25              |         | 266       |
| 1750 | 1 (1)                 | 1.4            | 0.25              | 25      | 266       |
| 1500 | 1 (1)                 | 1.0            | 0.25              | 9       | 266       |
| 1250 | 1 (1)                 | 0.66           | 0.25              | 9       | 266       |